# Hammersmith Apollo
El Eventim Apollo (anteriormente y todavía conocido como Hammersmith Odeon o Hammersmith Apollo) es un auditorio de espectáculos en vivo, ubicado en Hammersmith, Londres. Diseñado por Robert Cromie en Art Deco, se inauguró en 1932 con el nombre "Gaumont Palace", y se rebautizó como "Hammersmith Odeón" en 1962. Ha estado bajo control de una larga lista de nombres, más recientemente de AEG y Eventim Reino Unido.

## Historia
El local fue diseñado por Robert Cromie, con un estilo art déco, originalmente para utilizarse como cine. La inauguración tuvo lugar el 28 de marzo de 1932, llamándose el auditorio originalmente, "Gaumont Palace", con una capacidad para 3,500 personas.
En 1962, el edificio se rebautizó como "Hammersmith Odeón", abreviado localmente como "Hammy-O". El local rebautizó "Labatt Apollo", debido a un acuerdo de patrocinio con Labatt Brewing Compañía (1993 o 1994). En 2002, el local era otra vez rebautizado, esta vez a "Carling Apolo", luego de que la cervecería Carling llegara a un acuerdo con los propietarios. La lista del lugar se actualizó a II Grado en 2005. 
En 2006, el lugar volvió a su nombre anterior, "Hammersmith Apollo". Un año después, se restauró el órgano de tubos Compton original de 1932, todavía presente desde los días del edificio como cine. Luego, el edificio fue comprado por MAMA Group.
El 14 de enero de 2009, un anuncio de colocación de HMV Group informó que al vender acciones adicionales, la compañía recaudaría dinero para financiar una empresa conjunta con MAMA Group, para administrar once locales de música en vivo en todo el Reino Unido, incluido Hammersmith Apollo. Como resultado, el lugar se llamó "HMV Apollo" desde 2009 hasta 2012. Otros lugares comprados incluyen The Forum en Kentish Town de Londres, el Instituto de Birmingham y Moshulu de Aberdeen. El lugar fue vendido por HMV Group en mayo de 2012 a AEG Live y CTS Eventim.
En 2013, el auditorio se cerró debido a una extensa remodelación que llevó a cabo el arquitecto Foster Wilson. El local reabrió al público el 7 de septiembre de 2013 con el nombre "Eventim Apollo", presentando un concierto de Selena Gomez.

### Restauración
La restauración, llevada a cabo por el arquitecto Foster Wilson, incluyó accesorios y reparaciones para diseños originales, restauraciones de yeserías ornamentadas y decoración históricamente sensible que debía coincidir con el esquema de pintura original. La remodelación también revive las escaleras de mármol que estaban ocultas debajo del escenario ampliado, así como la restauración de los paneles de mosaico originales del piso del vestíbulo, mientras que en el círculo se revelan las ventanas originales que permiten que la luz natural vuelva a inundar la barra circular. La nueva iluminación LED multicolor en la fachada resalta el protagonismo del nuevo local.

## El órgano de tubos Compton

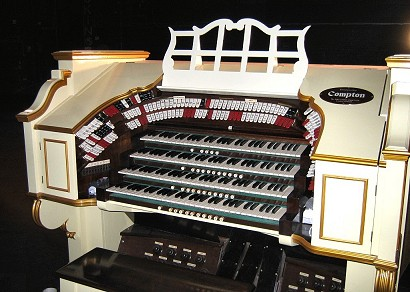
Órgano Compton restaurado en el 2007

El órgano de tubos Compton de 1932, permaneció instalado en el Apollo y fue plenamente restaurado por un equipo de profesionales en 2007. Tiene una consola de cuatro manuales que se eleva a través del escenario en un nuevo ascensor y alrededor de 1200 tubos de órgano alojados en grandes cámaras sobre el techo de la platea delantera. Habiendo caído en mal estado, el órgano se desconectó en la década de 1990 y la consola se retiró del edificio. Sin embargo, ante la insistencia del English Heritage y del consejo local, se le realizó una restauración completa. El 25 de julio de 2007, tuvo lugar una fiesta de lanzamiento, donde una audiencia invitada y representantes de los medios presenciaron un recital de Richard Hills.
Este tipo de órganos estuvieron instalados en cines del período pre-guerra para proporcionar música para espectáculos de película, acompañar películas silenciosas y para ensayos de solo. Muchos de los sonidos de tubo estuvieron diseñados para sonar como instrumentos de la orquesta y de hecho los órganos eran en efecto orquestas de hombres, ofreciendo una variedad grande de sonidos y siendo capaces de acomodar estilos de música de clásico a jazz. A pesar de que muchos tales órganos sobreviven en el Reino Unido estos días, hay muy pocos que permanecieron en sus edificios originales. El Apolo órgano es uno de estos y sus sonidos ahora llenan el auditorio otra vez.

## En la cultura popular
Muchas bandas han lanzado discos en vivo, vídeos o DVD de los conciertos en el Apollo, como David Bowie, Queen, Iron Maiden, Motörhead, Kings of Leon, Tears for Fears, Dire Straits, 
Un DVD de un concierto de Bruce Springsteen fue hecho allí en 1975 fue lanzado como parte de Born to Run 30.ª Edición de Aniversario; más tarde el CD Hammersmith Odeon London '75 fue lanzado. Kate Bush lanzó un video y un disco EP de sus conciertos en el Odeon de su primera gira en 1979. Duran Duran grabó en el Hammersmith Odeon el 16 de noviembre de 1982, y lanzó Live Hammersmith '82!. Dire Straits grabó su doble LP Alchemy el 22 y 23 de julio de 1983. Un año después, el guitarrista de Pink Floyd, David Gilmour, tocó tres noches en el local, documentándose el espectáculo en el David Gilmour Live 1984.
Kylie Minogue realizó un off-concert en el local en 2003 y lanzó el DVD del concierto en 2004. Minogue también realizó su último show de su gira Anti en el local el 3 de abril de 2012. La banda de death metal melódico, In Flames, lanzó un DVD que mostraba imágenes de un concierto allí en diciembre de 2004. 
El Hammersmith Apollo tiene aparición en la película de comedia romántica americana, Just My Luck, donde McFly actúa. En la película, el local sustituye al Hard Rock Café. Es también la ubicación en La Fábrica de Fútbol donde los fanes del Chelsea toman el autobús para Liverpool. Es mencionado en el poema "Glam Rock: El Poema" por el poeta Robert Archambeau. El exterior del (entonces) Gaumont Palace fue utilizado como el "Grand Cinema" en la película británica de 1957 "The smallest show on Earth". En 2015 se publicó un disco con el concierto que Queen ofreció en 1975 que posteriormente fue lanzado como A Night al the Odeon — Hammersmith 1975.